# Eriopyga moneti
Eriopyga moneti är en fjärilsart som beskrevs av William Schaus 1911. Eriopyga moneti ingår i släktet Eriopyga och familjen nattflyn. Inga underarter finns listade i Catalogue of Life.